# Orao 64
Orao 64 (Impuls 9010) ime je za kućno računalo koje je proizvodila hrvatska tvrka PEL Varaždin, kao nasljednika Orla MR102. Ovaj projekt je bio razvojni projekt PEL-ovog elektroničke poslovnice bez Miroslava Kocijana, inače konstruktora Orla MR102. Izgledom je podsjećao na Commodore 64 (stari model), imao je 64KB RAM, MOS 6502 s taktom od 2Mhz, grafiku visoke razlučivosti od 640x200 (samo na zaslonu) i bolje zvučne mogućnosti. Računalo Orao 64 nije išlo u masovnu proizvodnju. PEL je umjesto toga samo uveo poboljšanja u BASICu i ispravio nekoliko grešaka u originalnom Orlu i proširio memoriju sa 16 KB na 32 KB i tako je nastao Orao+. Liberalizacijom uvoza kućnih računala i pojavom 16-bitnih modela kao Amiga i Atari ST izgledi za probitak na tržistu bili su minimalni za novo 8-bitno računalo, pa je PEL uskoro ugasio proizvodnju svih Orlova. Orao 64 prvi put se pojavio na Sajmu tehnike 1986 u Beogradu.

## Tehnički podatci
- mikroprocesor :  6502 mogućnost dodavanja dodatnog 65C02 ili 65C816
- takt: 2Mhz
- memorija  : 64Kb RAM (proširiva do 256kb), 32Kb ROM (16KB BASIC, 16KB BOS/SM)
- * zaslon: (posebni integrirani krug za grafiku)
  - niska rezolucija bitmapna grafika u 256x256 točaka (monokromna)
  - visoka rezolucija bitmapna grafika 640x200 točaka   (monokromna)
  - visoka rezolucija bitmapna grafika 640x400 točaka  (8 boja) uz dodatnu karticu
  - tekst 32x32 (niska)
  - tekst 80x25 (visoka)
- zvuk  : ??, kroz ugrađeni zvučnik
- tipkovnica  : QWERTZ (YUASCII)- ukupno 84 tipke (od kojih su 10 funkcijskih tipki + 4 tipke za smjer, brojevna tipkovnica)
- programski jezici : ugrađeni Orao Basic v 1.3, Monitor
- ulazno/izlazni međusklopovi: kasetofon DIN-5, izlaz za zaslon, tipka za RESET,RS-232 DIN-5, izlaz za proširenje, Centronics,  dva priključka za joystick (miš) preko PIA integriranog kruga
- operacijski sustav: BOS/SM (Bazni Operacijski Sustav/Sistem Menadžment)

- Dodatci:
  - kartica za proširenje: 2 x disketna jedinica od 5 1/4" (640 kb), RGB grafika sa 640x400, dodatna memorija
  - pisač: PEL P-80 (80 kolonski iglični pisač)
  - zeleni monokromni monitor s 80 kolona

## Razvojni tim
Hardver i sistemski softver BOS/SM:
- Zdravko Melnjak
- Josip Polanec
- Damir Šafarić
- Branko Zebec
- Srećko Zorko

BASIC i VDOS:
- Anđelko Kršić

## Memorijska karta
- $0000-$00FF Nulta strana
- $0100-$01FF Sistemski stog
- $0200-$03FF Vektori
- $0400-$07FF Korisnički RAM
- $8000-$BFFF Video RAM
- $C000-$FBFF ROM 1
- $FC00-$FEFF Ulazno/izlazne lokacije
- $FF00-$FFFF Sistem menadžer